# Седляр Василь Теофанович
Васи́ль Теофанович Седля́р (*12 квітня 1899, Христівка  — †13 липня 1937, Київ, тюрма НКВС СРСР) — український художник, митець-монументаліст, графік, художній критик, педагог доби розстріляного відродження, належав до творчої групи «бойчукістів».
Жертва сталінського терору.

## Життєпис

Оксана Павленко «Портрет Седляра» (1927 р.)

Народився на хуторі Христівка Зіньківського повіту, Полтавської губернії в родині селянина, українець.
Отримав чотирикласну освіту.
Навчався у Києві, в Художній школі (1915–1919). Від лютого 1919 року в майстерні монументального мистецтва професора Михайла Бойчука в Українській державній академії мистецтв (1919—1923).
Один із засновників та ідеолог-теоретик Асоціації революційного мистецтва України (АРМУ); член художнього об'єднання «Жовтень» (з 1930 року), викладач і директор (в 1923—1930 роках) Межигірського художньо-керамічного технікуму (1923–1928) та Технологічного інституту кераміки і скла в Межигір'ї (1928–1930), викладач Київського художнього інституту (1930–1936).
Пантелеймон Мусієнко, один з його учнів, згадував: «На його лекції ми приходили, як на концерт. Він читав нам просто і цікаво. […] Приклади з літератури, філософії та історії культури збагачували фахові знання з мистецтва. Нас полонив його глибокий розум і загальна культура. Він був товаришем студентів більше, ніж директор і педагог».
Роботи Седляра експонувалися на республіканських, всесоюзних і навіть міжнародних виставках. Протягом 1926 року він і сам — разом із Бойчуком — перебував у відрядженні в Німеччині, Франції та Чехословаччині.
Художник і мистецтвознавець Євген Холостенко присвятив Седляру монографію, проте вона не вийшла друком: політика радянської українізації добігла кінця, партія взяла курс на соцреалізм, а творчість Седляра, як й інших бойчукістів, отримала тавро буржуазно-націоналістичної.
1936 року Василя Седляра, Михайла Бойчука й Івана Падалку заарештувало НКВС за звинуваченнями в «ідеологічній диверсії» — зокрема, їм пригадали закордонну поїздку десятирічної давнини. 13 липня 1937 року їх розстріляли в Биківнянському лісі під Києвом, а всі монументальні роботи й розписи знищили.
Реабілітований більшовицьким режимом 1 лютого 1958.

## Особисте життя
Довгий час дружив з художницею Оксаною Павленко, яка згодом переїхала до Москви, вони створили портрети один одного.
Його дружиною була художниця Віра Дражевська (двоє дітей разом з дружиною емігрували до Німеччини).

## Творчість
Седляр працював у ділянках монументального і станкового малярства, станкової ти книжкової графіки, декоративно-ужиткового мистецтва. Брав участь у стінописах Межигірського Художнього Керамічного Технікуму (1924), Червонозаводського театру в місті Харків (1933–1935) та ін. Всі ці розписи знищені.
Збереглися картини Седляра:
- «У школі лікнепу» (темпера; 1929),
- «Портрет Оксани Павленко» (1926—1927),
- «На току»,
- «Розстріл» (пошкоджено, 1927), ескізи тощо.

Особливістю портретів Седляра є орієнтація на фресковий монументальний розпис з узагальненістю форм і площинністю. Графіка Седляра тушшю схожа на керамічні розписи (ілюстрації до «Кобзаря» Т. Шевченка разом з В. Вайсблатом (Ол. Гер) 1931і 1933). Седляр працював й у мист. кераміці: фаянс, майоліка (1924–1929), виготовляв картони для тематичних килимів (1936). Також зробив ілюстрації до книжок В. Маяковського, Г. Шкурупія, І. Франка, А. Головка та інш. Седляр автор статей на мистецькі теми у журналах «Нове Мистецтво», «Критика», «Авангард», вид. АХРР і АРМУ у 1926–1930.
Монографія Євгена Холостенко «Василь Седляр» не вийшла з друку.

## Седляр в сучасній Україні
У 2009 році київські видавництва «Дух і Літера» та «Оранта» випустили видання «Кобзаря» Т. Шевченка з ілюстраціями (в тому числі, з 18 кольоровими) Василя Седляра (ініціатор перевидання та післямова — Артур Рудзицький, редактор — Степан Захаркін, коментарі — Євген Нахлік). 2012 року книга була перевидана у чорно-білому варіанті.
Перша персональна виставка творів Василя Седляра була проведена 11-20 вересня 2009 року у Національному музеї образотворчого мистецтва України.
У 2019 році за ініціативою А. Рудзицького ДППЗ «Укрпошта» видала ювілейний конверт «Василь Седляр».
У 2019 році видана монографія А.Рудзицького «Ілюстратор „Кобзаря“ Василь Седляр та його доба».
2020 році вийшло нове видання «Кобзаря» зі всіма ілюстраціями Василя Седляра (керівник проекту, добір ілюстрацій та післямова Артура Рудзицького).

## Галерея творів

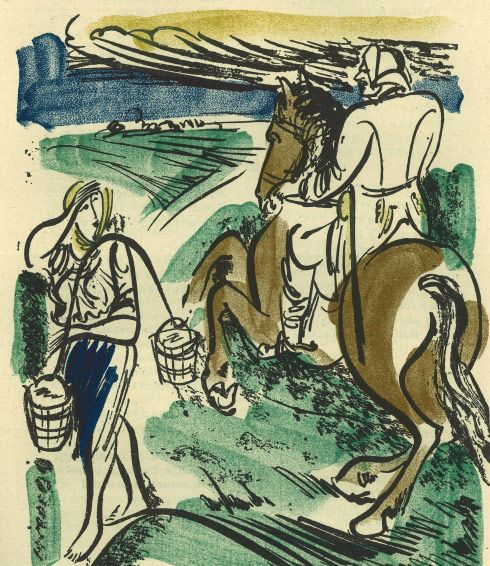
Ілюстрація до "Кобзаря"
Портрет Оксани Павленко. (1926—1927 рр.)
На току. (Початок 1930-х рр.)
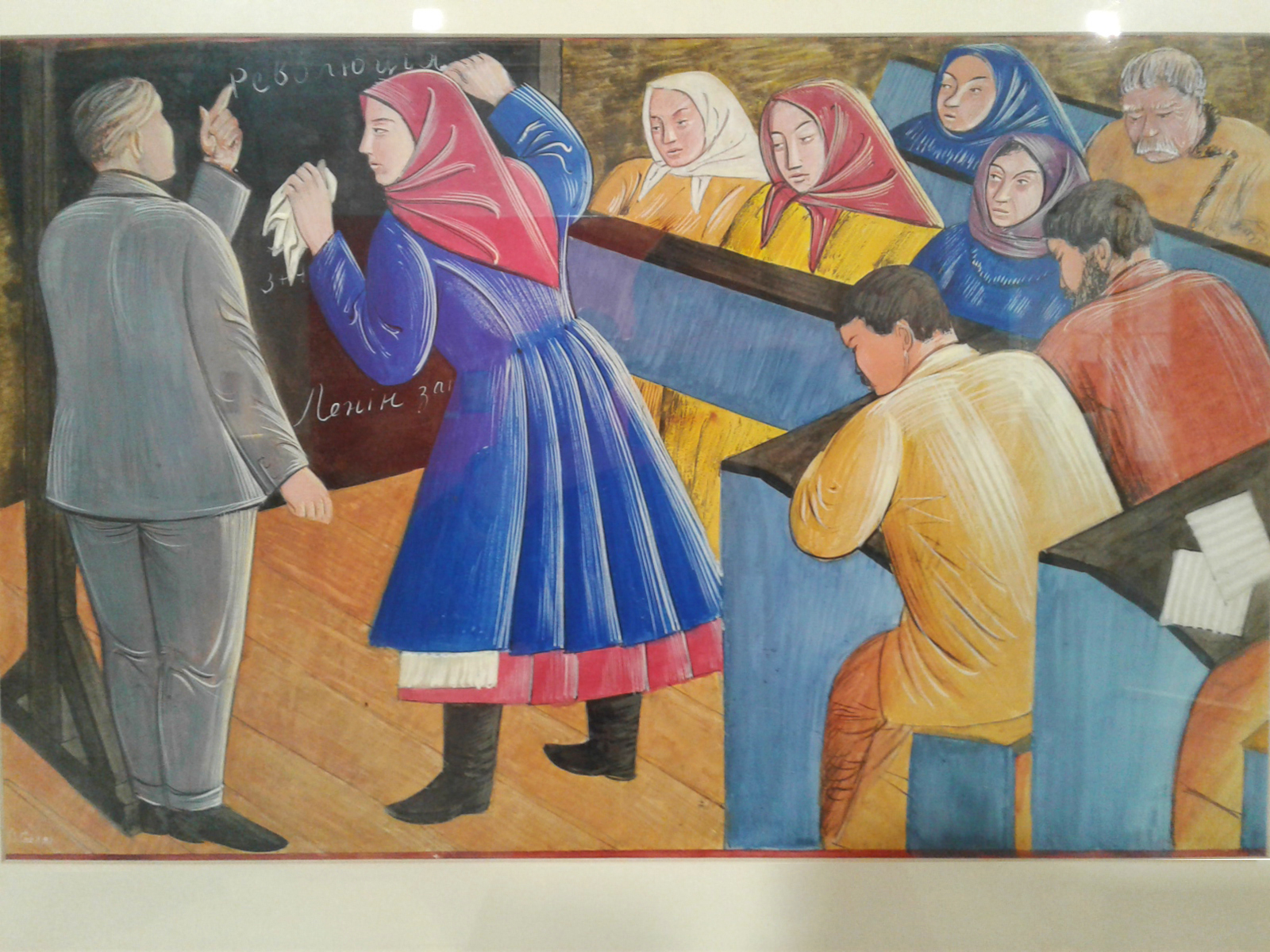
У школі лікнепу. Межа 1920–1930-х рр.
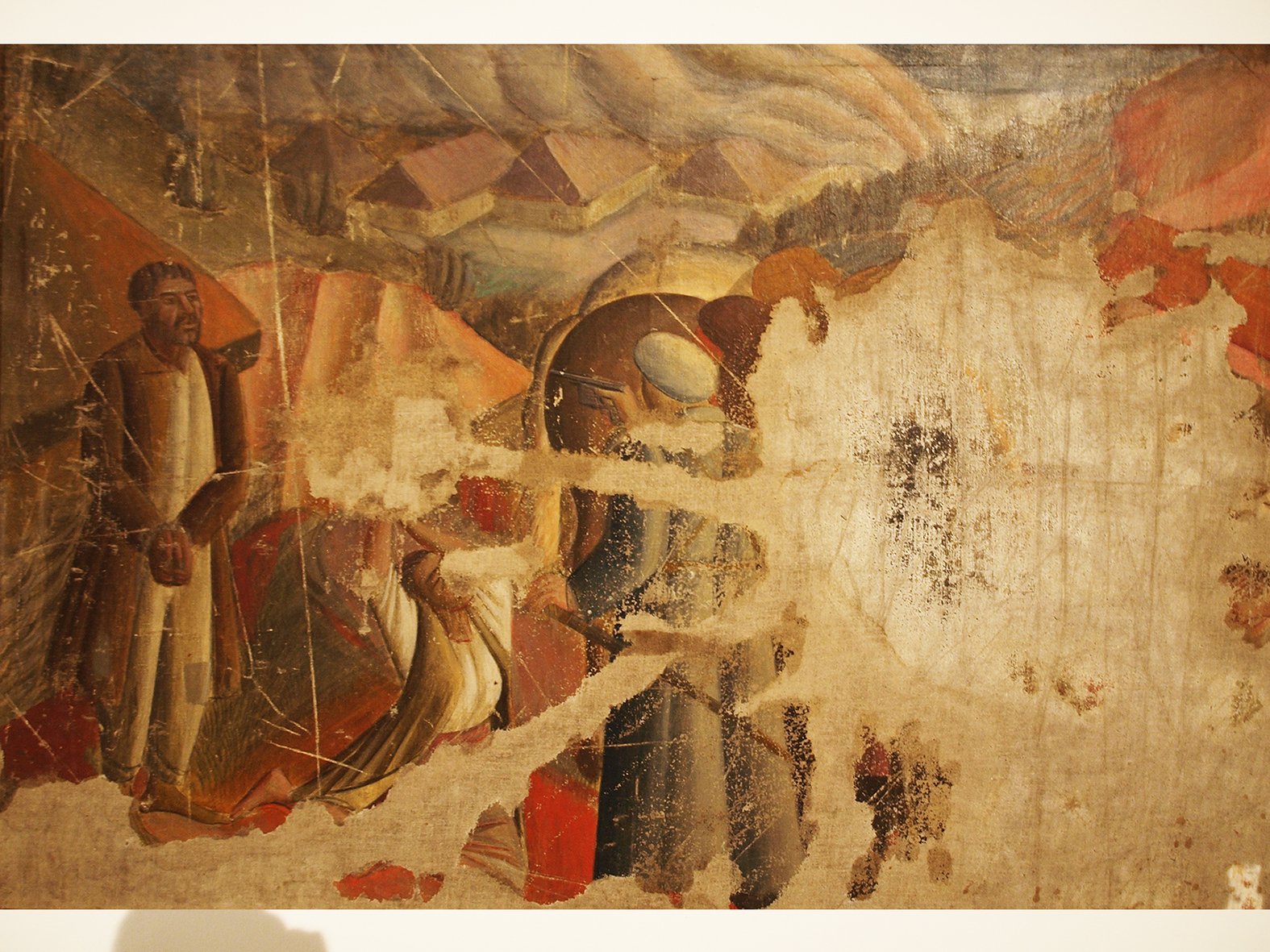
Розстріл у Межигір’ї, 1927

## Вшанування пам'яті
- Вулиця Василя Седляра у Києві.